# Pamlico

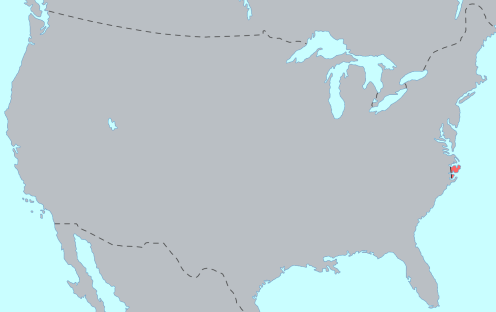
Situación de los pamlico.

Los pamlico eran una tribu india de lengua algonquina que vivía a lo largo de las orillas del río Pamlico, en el condado de Beaufort (Carolina del Norte). En 1710 sólo quedaban 75 y actualmente se les considera extinguidos.
Eran agricultores sedentarios, como las otras tribus cercanas, y tanto su vestimenta como su vivienda eran similares a las de los powhatan y otras tribus algonquinas de la costa atlántica.
Fueron visitados a comienzos del siglo XVII por los ingleses de Carolina, pero en 1696 una epidemia de viruela los diezmó, y los 75 supervivientes en 1710 se reunieron en un único poblado.
Así y todo, tomaron parte con los tuscarora y otras tribus en la guerra de 1711-1715 contra los blancos pero, al acabar el conflicto, los tuscarora firmaron un pacto con los británicos y los exterminaron. Los pocos supervivientes fueron incorporados a los tuscarora como esclavos.
- Datos: Q1536013
- Multimedia: Pamlico / Q1536013